# Bernat Gual
Bernat Gual (Tortosa, siglo XIV-1453) fue un maestro de obras catalán, activo en la ciudad de Tortosa al menos entre 1405 y 1453. Entre sus trabajos destaca la construcción del primer azud de Xerta-Tivenys, una obra municipal del ayuntamiento tortosino ejecutada en la década de 1440, que se trataba de poner marcha desde 1347.
El primer documento en el que aparece el futuro maestro es precisamente su contrato de aprendizaje, establecido (1405) con el carpintero de ribera Domingo Ferrer, maestro mayor del puente de la ciudad. La dedicación de los carpinteros de embarcaciones a la arquitectura es una particularidad tortosina que ha sido explicada por su labor a cargo del mantenimiento de los puentes de la ciudad y sus accesos.
Terminada su etapa formativa, Gual aparece documentado al servicio de la ciudad hasta 1453, año en el que debió morir. Su trabajo, al frente de un pequeño equipo de trabajadores, se centró sobre todo en labores de conservación, reparación y reforma de las infraestructuras y los inmuebles municipales, pero también incluyó trabajos importantes, como la ejecución del azud de Xerta-Tivenys, en el río Ebro. Esta obra, en la que colaboró buena parte de la población de la ciudad y, especialmente, los maestros de la construcción que habitaban en ella, se materializó en 1441, después de que Antoni Alcañiz y Domingo Xies, ambdos carpinteros de ribera, y Bernat Gual, citado en el documento como "maestro de paredar piedra", hicieran un viaje de inspección hasta Escatrón y Caspe, con la intención de ver y analizar obras similares río arriba.
Aparte de esta estructura, el maestro participó en la construcción o reparación de la lonja y los pañoles, la romana, las casas de la lezda, la ermita del barranco de Sedó, el azud de Palomera, el hospital de la Santa Cruz, la pescadería, el hospital de San Lázaro, el matadero, la iglesia de San Juan del Campo y la Casa de la Ciudad.